# Prangos asperula
Prangos asperula är en flockblommig växtart som beskrevs av Pierre Edmond Boissier. Prangos asperula ingår i släktet Prangos och familjen flockblommiga växter. Utöver nominatformen finns också underarten P. a. haussknechtii.